# فابريزيو كاساتزا
فابريزيو كاساتزا (بالإيطالية: Fabrizio Casazza)‏ (16 سبتمبر 1970 بجنوة في إيطاليا - ) هو لاعب كرة قدم إيطالي في مركز حراسة المرمى. لعب مع نادي أودينيزي ونادي تورينو ونادي سامبدوريا ونادي فينيزيا ونادي لاتسيو وهيلاس فيرونا وUSO Calcio ‏ ونادي فيرتوس إينتيلا وبرو سيستو 1913 وFidelis Andria 2018 ‏ واتحاد بافيا لكرة القدم وجونيور بييلا ليبرتاس وS.S. Cosmos ‏.

## وصلات خارجية
- فابريزيو كاساتزا على موقع قاعدة بيانات كرة القدم.إي يو (الإنجليزية)
- فابريزيو كاساتزا على موقع عالم كرة القدم.نت (الإنجليزية)